# Santa Eufemia del Arroyo
Santa Eufemia del Arroyo est une commune de la province de Valladolid dans la communauté autonome de Castille-et-León en Espagne.

## Sites et patrimoine
L'édifice le plus caractéristique de la commune est l'église paroissiale Santa Eufemia.